# Pamela Flood
Pour les articles homonymes, voir Flood.
Pamela Ann Mary Flood (née le 25 juillet 1971 en Irlande) est une animatrice et mannequin irlandaise. Elle est élue Miss Irlande en 1993.

## Carrière
Après avoir été première dauphine en 1992, Flood est élue Miss Irlande 1993 et représente l'Irlande à Miss Monde 1993 et Miss Univers 1994. Alors qu'elle était employée pour Bank of Ireland, elle devient ensuite mannequin, notamment pour l'agence Assets.
En 1996, elle apparaît comme danseuse dans le film irlando-suédois The Disappearance of Finbar.
Flood est chroniqueuse pour Raidió Teilifís Éireann de 1997 à 2000 puis présentatrice de l'émission de télévision de mode irlandaise Off the Rails jusqu'à son licenciement en 2008.
Elle présente aussi Marry Me pour huit éditions et The Podge and Rodge Show pour deux éditions. Elle est participante de l'émission de généalogie Who Do You Think You Are?, elle découvre alors qu'une grand-mère est une fille illégitime, née hors mariage, et qu'une parent éloignée, il y a plus de 160 ans, fut accusée du meurtre de son mari, mais plus tard déclarée non coupable.
Elle est également la porte-parole de l'Irlande au Concours Eurovision de la chanson 2003.
Elle revient à la télévision en 1998, après dix ans d'absence, avec Healthy Appetite, émission de cuisine.

## Vie privée
En 2008, Flood annonce la fin récente de sa relation depuis 2005 avec Michael Sharp, le directeur de la discothèque Spirit à Dublin. Elle en entame alors une nouvelle avec le restaurateur Ronan Ryan. Après son licenciement de la télévision, elle l'accompagne dans ses projets de restaurants. Elle l'épouse le 31 août 2014. Le couple a trois enfants : son fils Harrison Ryan (né en mars 2011) et deux filles, Elsie Ryan (née le 24 octobre 2013) et Gracie Ryan (née le 12 mars 2015).
Flood et Ryan ont en 2019 une bataille juridique avec leur fournisseur de prêts hypothécaires au sujet d'une maison dans laquelle le couple vivait à Clontarf, Dublin. On rapporte que le couple vivait dans la propriété évaluée à 900 000 € mais n'avait pas effectué de versement hypothécaire depuis plus de 9 ans. Le couple refuse d'abord de quitter la propriété puis accepte de la vendre dans le cadre d'un accord.